# امپرس‌اند وان
اِمپرس‌اَند وان (انگلیسی: Ampersand One) اولین آلبوم تک‌آهنگ از گروه پسرانۀ اهل کره جنوبی امپرس‌اندوان است که در ۱۵ نوامبر ۲۰۲۳ توسط اف‌ان‌سی منتشر شد. این آلبوم از سه قطعه، از جمله «ادامه می‌دهیم» تشکیل شده است.

## موفقیت تجاری
آلبوم در جدول گائون کره در رتبه یازدهم قرار گرفت. همچنین فروش آن در کره ۵۸,۴۷۰ بود.